# Iris kamelinii
Iris kamelinii là một loài thực vật có hoa trong họ Diên vĩ. Loài này được Alexeeva mô tả khoa học đầu tiên năm 2006.